# Picramnia
Genre
Classification APG III (2009)
Synonymes
- Gumillea auriculata Ruiz & Pav.[1]
- Tariri Aubl.[2]

Picramnia est un genre de la famille des Simaroubaceae, ou des Picramniaceae selon la classification phylogénétique, avec quelques dizaines des espèces. L'espèce type est Picramnia antidesma Sw..

## Description
Le genre Picramnia regroupe des petits arbres, des arbres ou des arbustes à feuilles imparipennées.
Les folioles, alternes, généralement cartacées, s'assombrissant souvent au séchage.
La base des folioles latérales est souvent oblique.
Les inflorescences sont des grappes simples, pendantes, avec des fleurs séparées, ou des glomérules de fleurs, ou encore des thyrses composés. 
Les fleurs sont unisexuées (plantes à tendance dioïques).
On compte 5 étamines (ou staminodes dans le cas des fleurs femelles).
Leurs filets sont dépourvus d'appendice.
Le disque intrastaminal est entier et comporte (4) à 5 lobes.
Les fleurs staminées (mâles) portent généralement un pistillodium (pistil stérile) conique et pubescent. 
Les fleurs pistillées (femelles) sont dotées d'un ovaire ovoïde, glabres à densément pubescents, à 2(4) carpelles, à style très court, et à stigmates divergents. 
Les fruits sont des baies obovoïdes à ellipsoïdes, glabres à glabres et luisantes ou à pubescence courte, et avec les stigmates sessiles et le calice persistants. 
On compte 2-4 graines par fruit.

## Liste d'espèces
- Picramnia antillana (Eggers) Urban

Selon GBIF (09 janvier 2022) :
- Picramnia andrade-limae Pirani
- Picramnia antidesma Sw.
- Picramnia apetala Tul.
- Picramnia bahiensis Turcz.
- Picramnia brasiliensis Linden
- Picramnia bullata W.W.Thomas
- Picramnia campestris Rizzini & Occhioni
- Picramnia caracasana Engl.
- Picramnia ciliata Mart.
- Picramnia coccinea W.W.Thomas
- Picramnia connarioides Tul.
- Picramnia connaroides Tul.
- Picramnia deflexa W.W.Thomas
- Picramnia dictyoneura (Urb.) Urb. & Ekman
- Picramnia dolichobotrya Diels
- Picramnia elliptica Kuhlm. ex Pirani & W.W.Thoma
- Picramnia emarginata Urb. & Ekman
- Picramnia excelsa Kuhlm. ex Pirani
- Picramnia ferrea Pirani & W.W.Thomas
- Picramnia gardneri Planch.
- Picramnia glaziouviana Engl.
- Picramnia glazioviana Engl.
- Picramnia gracilis Tul.
- Picramnia grandifolia Engl.
- Picramnia guerrerensis W.W.Thomas
- Picramnia guianensis (Aubl.) Jans.-Jac.
- Picramnia hirsuta W.W.Thomas
- Picramnia juniniana J.F.Macbr.
- Picramnia latifolia Tul.
- Picramnia macrocarpa Urb. & Ekman
- Picramnia magnifolia J.F.Macbr.
- Picramnia martiana Engl.
- Picramnia matudae Lundell
- Picramnia mexicana Brandegee
- Picramnia nuriensis Steyerm.
- Picramnia oocarpa Engl.
- Picramnia oreadica Pirani
- Picramnia parvifolia Engl.
- Picramnia pentandra Sw.
- Picramnia peruviana Engl.
- Picramnia pistaciaefolia S.T.Blake & Standl.
- Picramnia polyantha (Benth.) Planch.
- Picramnia ramiflora Planch.
- Picramnia reticulata Griseb.
- Picramnia sellowii Planch.
- Picramnia sphaerocarpa Planch.
- Picramnia teapensis Tul.
- Picramnia thomasii Gonz.-Martínez & J.Jiménez Ram.
- Picramnia tumbesina Cornejo
- Picramnia xalapensis Planch.
- Picramnia zanthoxyloides Kunth

Selon World Flora Online (WFO) (09 janvier 2022) :
- Picramnia andrade-limae Pirani
- Picramnia antidesma Sw.
- Picramnia antidesmoides Griseb.
- Picramnia bahiensis Turcz.
- Picramnia bullata W.W. Thomas
- Picramnia campestris Rizzini & Occhioni
- Picramnia caracasana Engl.
- Picramnia ciliata Mart.
- Picramnia deflexa W.W. Thomas
- Picramnia dolichobotrya Diels
- Picramnia elliptica Pirani & W.W. Thomas
- Picramnia excelsa Kuhlm. ex Pirani
- Picramnia ferrea Pirani & W.W.Thomas
- Picramnia gardneri Planch.
- Picramnia glazioviana Engl.
- Picramnia gracilis Tul.
- Picramnia grandifolia Engl.
- Picramnia guerrerensis W.W. Thomas
- Picramnia guianensis (Aubl.) Jans.-Jac.
- Picramnia hirsuta W.W. Thomas
- Picramnia juniniana J.F.Macbr.
- Picramnia killipii J.F. Macbr.
- Picramnia latifolia Tul.
- Picramnia magnifolia J.F.Macbr.
- Picramnia matudae Lundell
- Picramnia mexicana Brandegee
- Picramnia nuriensis Steyerm.
- Picramnia oreadica Pirani
- Picramnia parvifolia Engl.
- Picramnia pentandra Sw.
- Picramnia pistaciaefolia S.T. Blake & Standl.
- Picramnia polyantha (Benth.) Planch.
- Picramnia ramiflora Planch.
- Picramnia sellowii Planch.
- Picramnia sphaerocarpa Planch.
- Picramnia spruceana Engl.
- Picramnia teapensis Tul.
- Picramnia villosa Rusby
- Picramnia xalapensis Planch.